# Stanisław Mańkowski (oficer)

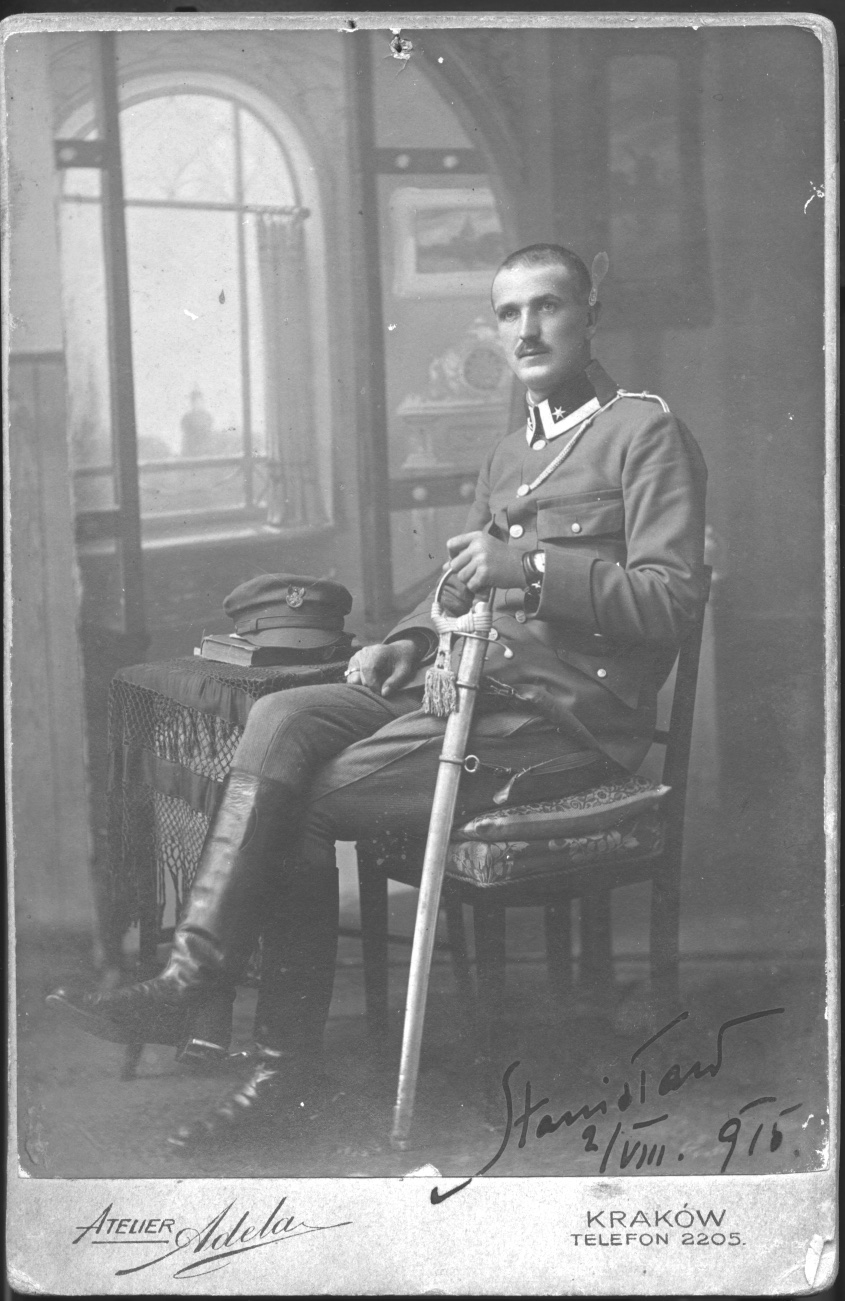
chorąży Stanisław Mańkowski w 1915

Stanisław Mańkowski (ur. 12 marca 1882 w Górze, zm. 2 lipca 1945 w Warszawie) – podpułkownik korpusu kontrolerów Wojska Polskiego, działacz niepodległościowy, kawaler Orderu Virtuti Militari, doktor praw.

## Życiorys
Urodził się w 12 marca 1882 w Górze, w ówczesnym powiecie inowrocławskim Prowincji Poznańskiej, jako trzecie z jedenaściorga dzieci Jana i Józefy z Krasińskich. Był starszym bratem Leona (1884–1916), kaprala 5 pułku piechoty Legionów Polskich, pośmiertnie odznaczonego Orderem Virtuti Militari i Krzyżem Niepodległości. Gdy miał 4 lata, jego rodzina, ze względu na prześladowania ludności polskiej, wyemigrowała do Galicji, gdzie jego ojciec objął posadę organisty w parafii św. Wojciecha i Matki Bożej Bolesnej w Modlnicy koło Krakowa. Ukończył szkołę powszechną w Krakowie i kontynuował naukę w Gimnazjum św Anny, a następnie w Gimnazjum im króla Jana Sobieskiego, w którym w 1903 zdał maturę. Później ukończył roczny kurs dla abiturientów przy Szkole Handlowej w Krakowie, a następnie rozpoczął studia na Wydziale Prawa Uniwersytetu Jagiellońskiego, gdzie uzyskał absolutorium 21 maja 1907 roku. Podjął studia doktoranckie na tymże wydziale, uzyskując tytuł doktora prawa 1 maja 1914 roku. Od 1908 roku pracował jako urzędnik prywatny w Towarzystwie Wzajemnych Ubezpieczeń w Krakowie, a następnie w filii w Czerniowcach na Bukowinie. Należał wówczas do stowarzyszeń polskich - Ognisko, a od 1910 do Sokoła, gdzie brał udział w ćwiczeniach polowych drużyn sokolich.
W sierpniu 1914 roku wstąpił do Legionów Polskich, początkowo do Legionu Wschodniego, a po jego rozwiązaniu do nowo utworzonego 1 Pułku Artylerii w Przegorzałach. W lutym 1915 objął dowództwo 2 plutonu. 14 marca tego roku został mianowany chorążym. W maju i czerwcu pełnił w zastępstwie obowiązki dowódcy baterii. Bateria druga (zwana później górską) wyruszyła na front w marcu i brała udział w walkach pod Tłomaczem, Niżnowem i Rarańczą. 9 października 1915 awansował na podporucznika. Od kwietnia 1916 do września 1917 dowodził 1 baterią haubic. Urlopowany celem objęcia służby w sądownictwie cywilnym, gdzie pracował jako podprokurator przy sądzie okręgowym w Piotrkowie.   
26 sierpnia 1919 został przyjęty do Wojska Polskiego z byłych Legionów Polskich, z zatwierdzeniem posiadanego stopnia kapitana, zaliczony do rezerwy armii z równoczesnym powołaniem do służby czynnej na czas wojny i przydzielony do 1 Pułku Artylerii Polowej Legionów. Początkowo dowodził 8. baterią, a podczas wyprawy kijowskiej 1 dywizjonem do 14 maja 1920. 15 lipca 1920 został zatwierdzony z dniem 1 kwietnia 1920 w stopniu majora, w artylerii, w grupie oficerów byłych Legionów Polskich. Był wówczas odkomenderowany do Oddziału VI Sztabu Ministerstwa Spraw Wojskowych.
23 września 1920 został przeniesiony do 3 pułku artylerii ciężkiej na stanowisko dowódcy baterii zapasowej. W 1921 został przeniesiony do 4 Pułku Artylerii Ciężkiej w Łodzi na stanowisko zastępcy dowódcy pułku. 3 maja 1922 został zweryfikowany w stopniu majora ze starszeństwem od 1 czerwca 1919 i 45. lokatą w korpusie oficerów artylerii. 17 maja 1922 odznaczono go orderem wojskowym „Virtuti Militari" V klasy. 31 marca 1924 prezydent RP nadał mu stopień podpułkownika ze starszeństwem z dnia 1 lipca 1923 i 27. lokatą w korpusie oficerów artylerii. Od 6 lutego do 14 kwietnia oraz od 21 listopada do 4 grudnia 1925 pełnił w zastępstwie obowiązki dowódcy pułku. W maju 1927 został przeniesiony do 2 Pułku Artylerii Polowej Legionów w Kielcach na stanowisko dowódcy pułku. W grudniu 1929 został przeniesiony do korpusu oficerów kontrolerów z równoczesnym przeniesieniem do Korpusu Kontrolerów i zachowaniem dotychczasowego dodatku służbowego. Z dniem 30 czerwca 1934 został przeniesiony w stan spoczynku.
Zmarł 2 lipca 1945 w Warszawie, został pochowany na cmentarzu parafialnym w Modlnicy.
Był żonaty, miał syna Przemysława (ur. 13 października 1916).

## Ordery i oznaczenia
- Krzyż Srebrny Orderu Wojskowego Virtuti Militari nr 7526 – 17 maja 1922[27][18]
- Krzyż Niepodległości – 6 czerwca 1931 „za pracę w dziele odzyskania niepodległości”[28][29]
- Krzyż Kawalerski Orderu Odrodzenia Polski
- Krzyż Walecznych czterokrotnie[30][31][32]
- Złoty Krzyż Zasługi – 10 listopada 1928 „w uznaniu zasług położonych na polu pracy w poszczególnych działach wojskowości”[33][34]
- Medal Pamiątkowy za Wojnę 1918–1921[31]
- Medal Dziesięciolecia Odzyskanej Niepodległości[31]
- łotewski Medal Pamiątkowy 1918-1928 – 6 sierpnia 1929[35][31]
- austro-węgierski Srebrny Medal Waleczności